# 司馬晞
司馬晞（316年—381年），字道叔。晉朝宗室，晉元帝司馬睿之子，母為王才人。後出繼為武陵王司馬喆之嗣子，被封為武陵王。官至太宰，但因被桓溫所忌而被廢。

## 生平
大興元年（318年），司馬晞便受封為武陵王。咸和初年拜散騎常侍，後出任左將軍，再遷鎮軍將軍，加散騎常侍。咸康八年（342年）與會稽王司馬昱、中書監庾冰、中書令何充及尚書令諸葛恢並受晉成帝遺詔作顧命大臣。同年晉康帝即位為帝，司馬晞更獲加授侍中、特進，次年又領祕書監。永和元年（345年），進位鎮軍大將軍、開府儀同三司。永和八年（352年）遷任太宰。
司馬晞雖無學識，但有軍事才幹，喜好學習與軍事有關的東西，故此被桓溫所忌，很想將他廢掉。太和六年（371年）十一月，時任大司馬的桓溫廢黜晉廢帝，改立晉簡文帝。在當月就上奏誣陷司馬晞即將作亂，終廢去司馬晞及其二子的官職。不久，桓溫更派弟弟桓祕逼迫新蔡王司馬晃自誣與司馬晞及太宰長史庾倩及著作郎殷涓等人圖謀造反，司馬晞於是被收付廷尉。隨後，御史中丞司馬恬在桓溫的指令下奏請誅殺司馬晞，但在簡文帝的堅持下，桓溫雖然再作請求仍不得要領，最終令司馬晞免於被誅殺。司馬晞後被廢去爵位，與家屬皆流放至新安郡。
太元六年（381年），司馬晞逝世，享年六十六歲。晉孝武帝於是奉迎其靈柩並徵還司馬晞被流放的家屬，又追封司馬晞為新寧郡王，諡號為威，並由其子司馬遵繼嗣。太元十二年（387年），孝武帝恢復司馬晞武陵王爵位。

## 家庭

### 母
王才人，是琅琊王司马睿的妾室。晋怀帝建兴四年（316年），王氏为司马睿生子司马晞。司马睿称帝後，册封王氏为才人，升平四年（360年）逝世。

### 妻子
- 應氏，武陵王妃。隨司馬晞流放，死於新安郡。
- 妾某氏，司馬㻱生母，興寧三年（365年）去世。

### 子女
- 司馬綜，武陵世子，隨司馬晞流放，死於新安郡。
- 司馬㻱，出繼梁王，散騎常侍。隨司馬晞流放，死於新安郡。
- 司馬遵，司馬晞三子，繼嗣。官至太保。

### 孫
- 司馬蘊，出繼漼陵元王司馬漼系，官至散騎常侍[2]